# Neil Young (음반)
《Neil Young》은 1968년 버펄로 스프링필드를 떠난 캐나다의 음악가 닐 영의 데뷔 스튜디오 음반으로, 리프리즈 레코드에 발매되었다. 어떤 것은 음반 발매일을 1969년 1월 22일로 지정하기도 하고, 다른 것은 영의 23번째 생일인 1968년 11월 12일로 지정하기도 한다. 그 후 1969년 11월에 부분적으로 리믹스되어 재발매되었지만, 이 음반은 빌보드 200에서 한 번도 차트에 오른 적이 없다.

## 발매
음반의 첫 번째 발매는 해코CSG 인코딩 시스템을 사용했다. 이 기술은 스테레오 레코드가 모노 레코드 플레이어와 호환되도록 하기 위한 것이지만, 소리를 저하시키는 불행한 부작용을 낳았다. 영은 첫 번째 발매에 대해 불만이었다. 그는 1969년 9월 6일, 《캐시박스》에서 "첫 혼합은 끔찍했다"고 말한 것으로 보도되었다. "목소리를 감추려고 했어요. 왜냐하면 사운드가 듣기 싫어서요."
따라서 이 음반은 부분적으로 리믹스되었고 (《롤링 스톤》 47호, 12월 13일부터 발표됨) 해코CSG 처리 없이 재발매되었다. 오리지널 음반의 대부분의 곡들은 해코CSG 프로세싱만 제거된 채 재발매되었다. 재발행된 곡들 중 몇 곡만 〈Here We Are In The Years〉, 〈What Did You Do My Life?〉, 〈If I Can Have Hour Tonight〉이 전부 리믹스되었다. 음반 커버에 "Neil Young(닐 영)"이라는 글자가 추가된 것은 원래 재고가 다 소진된 이후여서 두 믹스의 복사본이 오리지널 슬리브에 존재한다. 많은 닐 영 팬들이 리믹스가 곡들, 특히 〈Here We Are in the Years〉를 감소시켰다고 믿기 때문에, 오리지널 믹스의 복사본은 현재 드물고 추구되고 있다.
《Neil Young》은 2009년 7월 14일, 닐 영 아카이브 오리지널 발매 시리즈의 일부로 HDCD 인코딩 콤팩트 디스크와 디지털 다운로드로 리마스터링되어 출시되었다. 2009년 12월, 오디오 애호가용 바이닐로 발매되었으며, 닐의 공식 웹사이트를 통해 이용 가능한 최초의 4개의 LP 박스 세트의 일부였다. 이 박스 세트는 1000장으로 제한되었으며 3000장의 CD 버전도 존재한다. 고해상도 디지털 블루레이 디스크가 계획되어 있지만 발매일은 정해지지 않았다.

## 평가
| 평가 점수     | 평가 점수 |
| 출처          | 점수      |
| ------------- | --------- |
| AllMusic      | [ 5 ]     |
| Pitchfork     | 7.8/10    |
| Rolling Stone | favorable |

《롤링 스톤》은 "여러 면에서 버펄로 스프링필드 사운드의 즐거운 리프레임이 새로운 길을 만들었다"고 썼다. 회고록에서 올뮤직은 "영혼의 솔로 경력에 대한 고르지 못한, 저자세 소개"라고 평했다.

## 곡 목록
모든 곡들은 특별한 언급이 없는 한 닐 영에 의해 작사/작곡하였다.
| #  | 제목                            | 재생 시간 |
| -- | ------------------------------- | --------- |
| 1. | 〈The Emperor of Wyoming〉      | 2:14      |
| 2. | 〈The Loner〉                   | 3:55      |
| 3. | 〈If I Could Have Her Tonight〉 | 2:15      |
| 4. | 〈I've Been Waiting for You〉   | 2:30      |
| 5. | 〈The Old Laughing Lady〉       | 5:58      |

| #  | 제목                                      | 작사·작곡 | 재생 시간 |
| -- | ----------------------------------------- | --------- | --------- |
| 1. | 〈String Quartet from Whiskey Boot Hill〉 | 잭 니체   | 1:04      |
| 2. | 〈Here We Are in the Years〉              |           | 3:27      |
| 3. | 〈What Did You Do to My Life?〉           |           | 2:28      |
| 4. | 〈I've Loved Her So Long〉                |           | 2:40      |
| 5. | 〈The Last Trip to Tulsa〉                |           | 9:25      |